# Caelius Mons

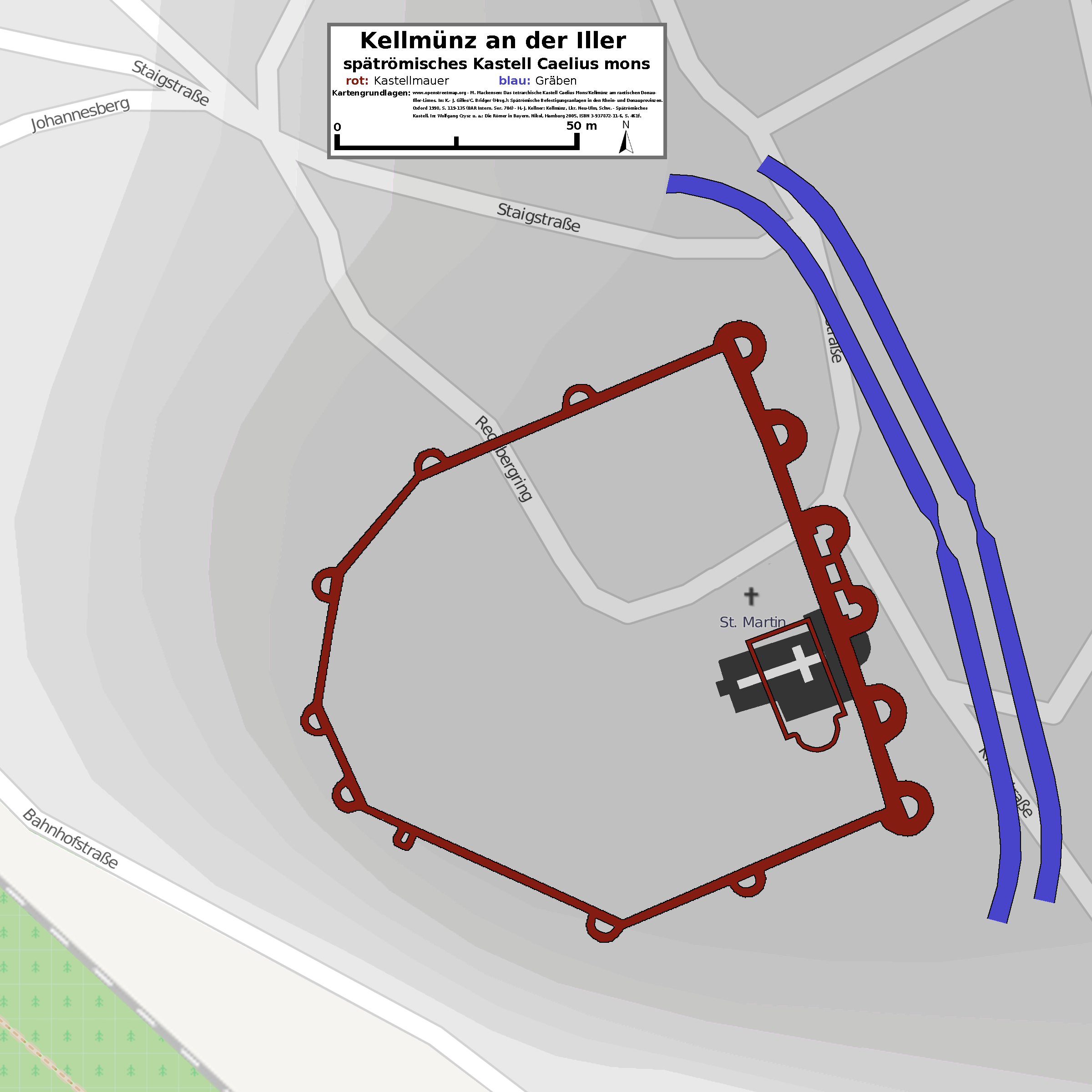
Befundplan des Kastells

Steilufer der Iller bei Kellmünz um 1910, Ansicht aus Südwest

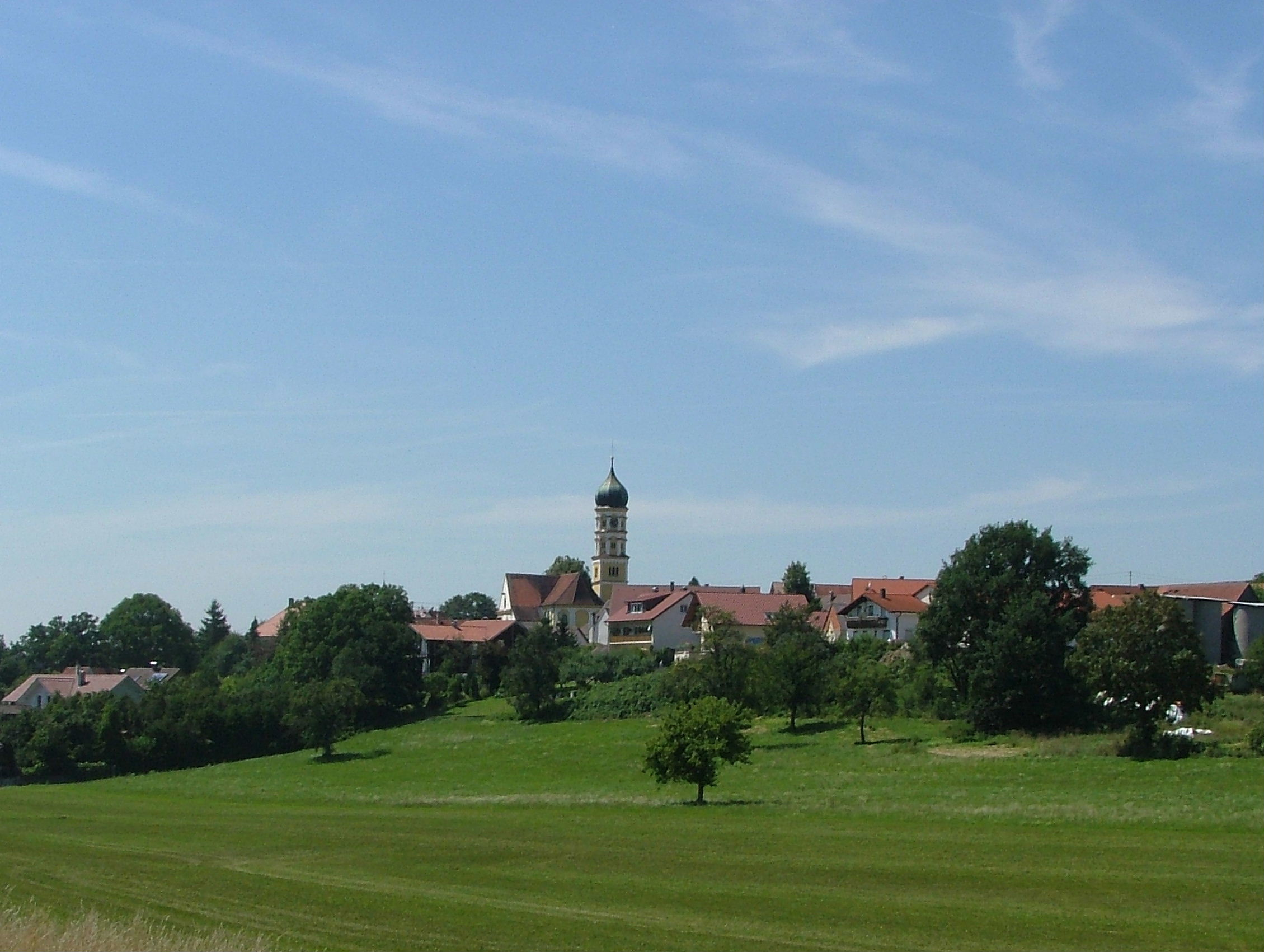
Plateau mit der St. Martinskirche, Ansicht aus Ost

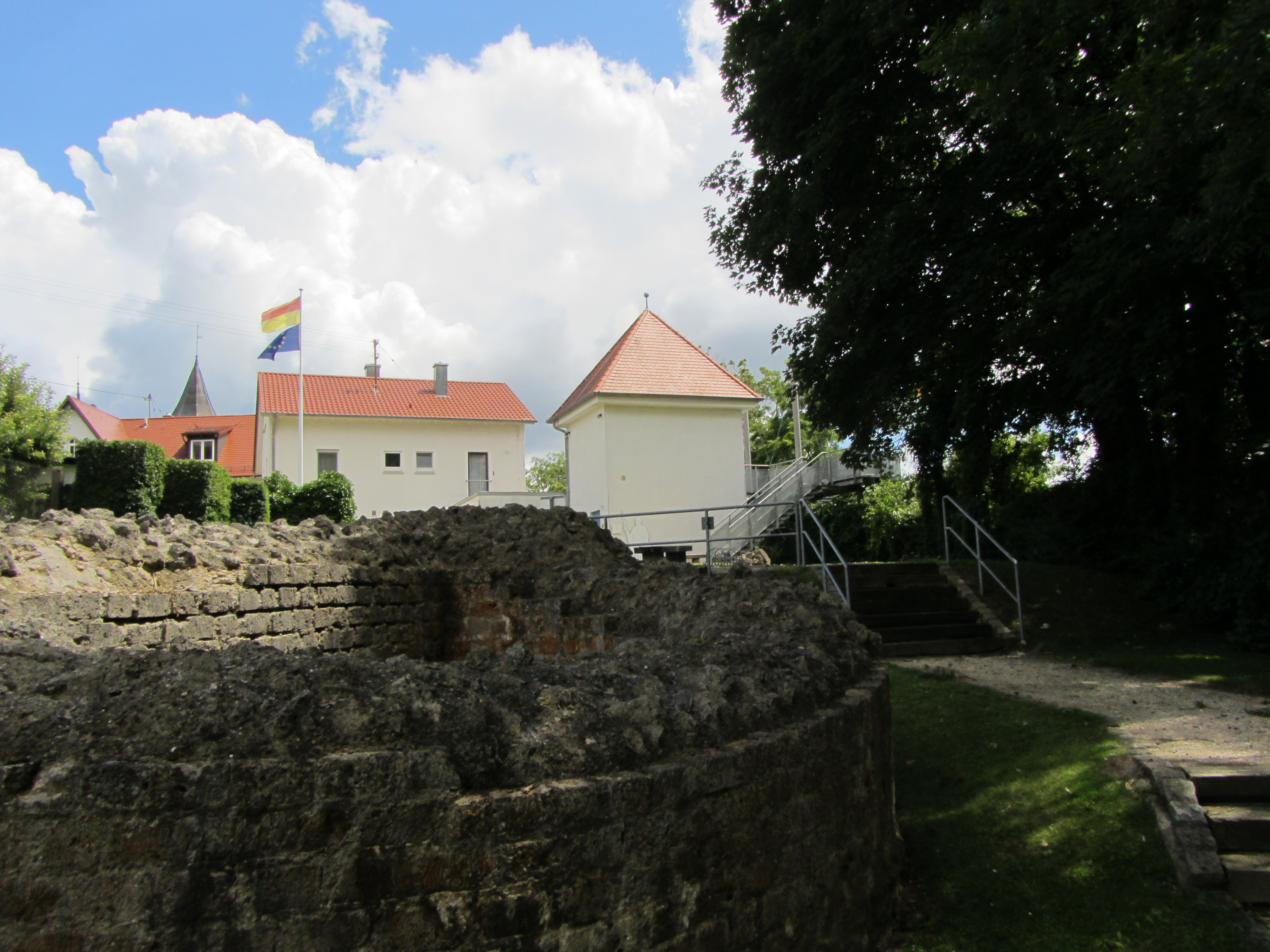
Konservierte Grundmauern des Turm 9 (NW-Seite) nahe dem Museumsturm (T7)

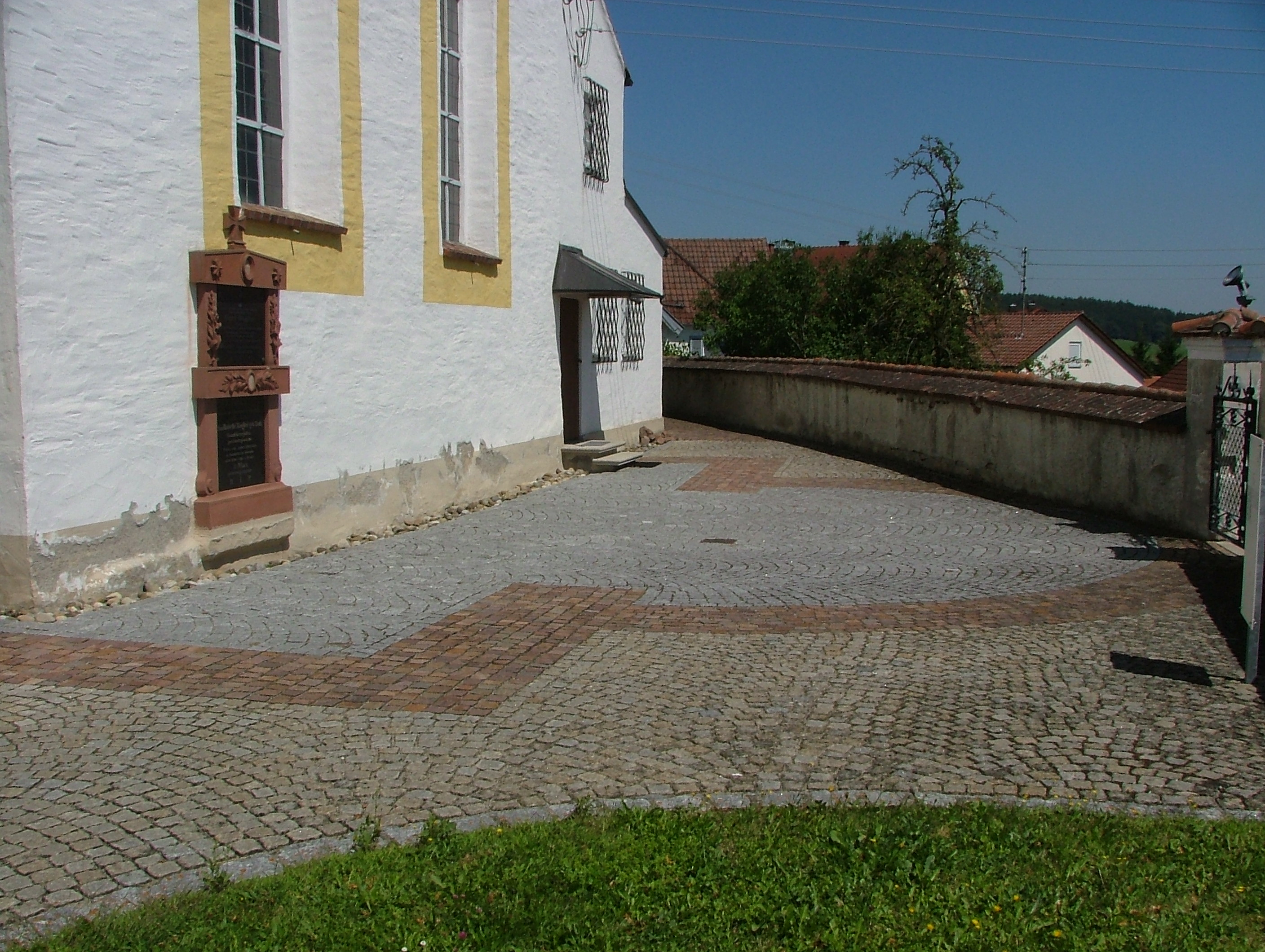
Pflastersteinmarkierung des Hallenbaus (Apsis) bei der Pfarrkirche

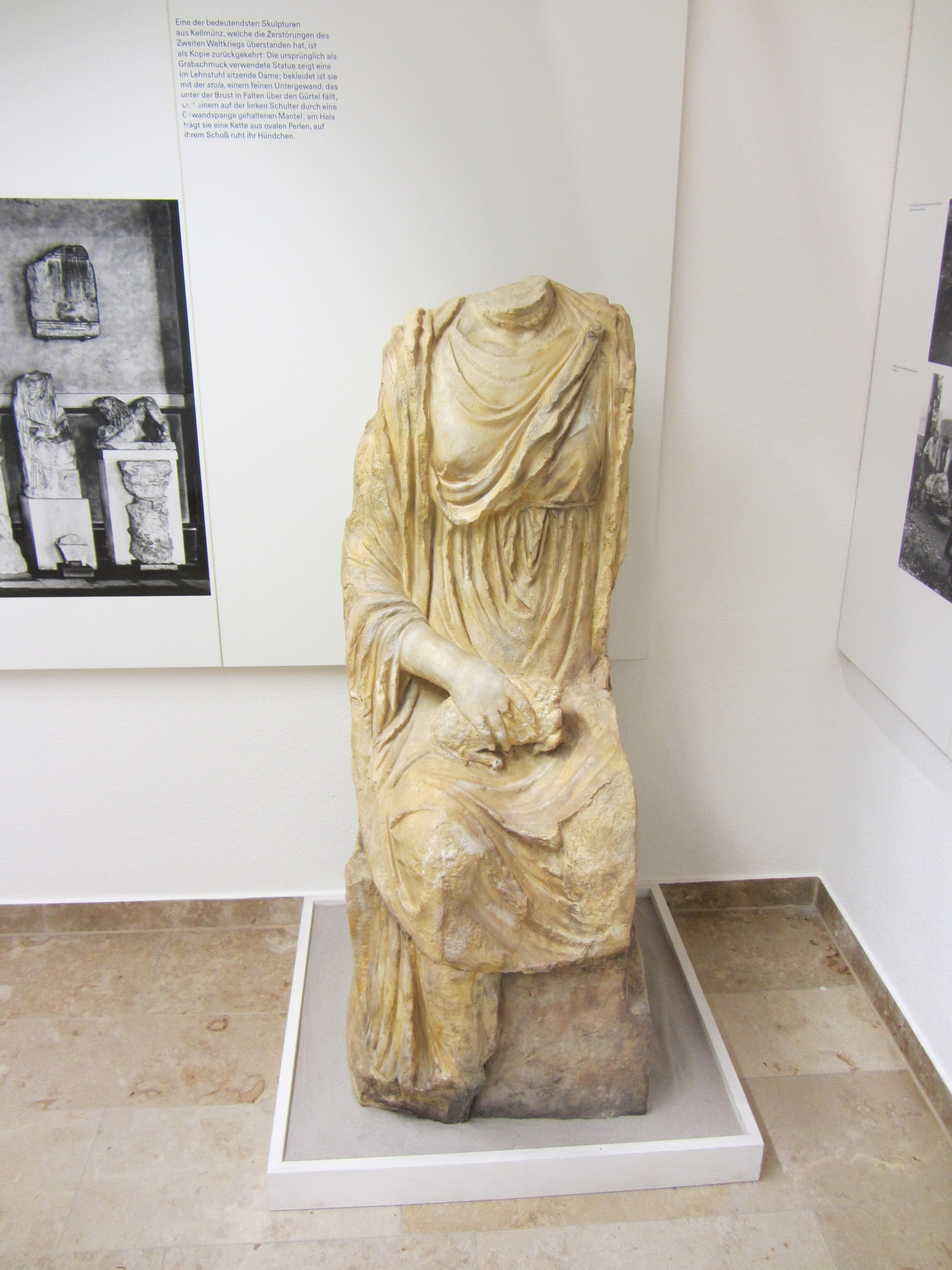
Spolie aus den Fundamenten des Kastells, Gewandstatue einer sitzenden Frau mit Hund (Replik im Turmmuseum)

Befundplan des Osttores von 1913

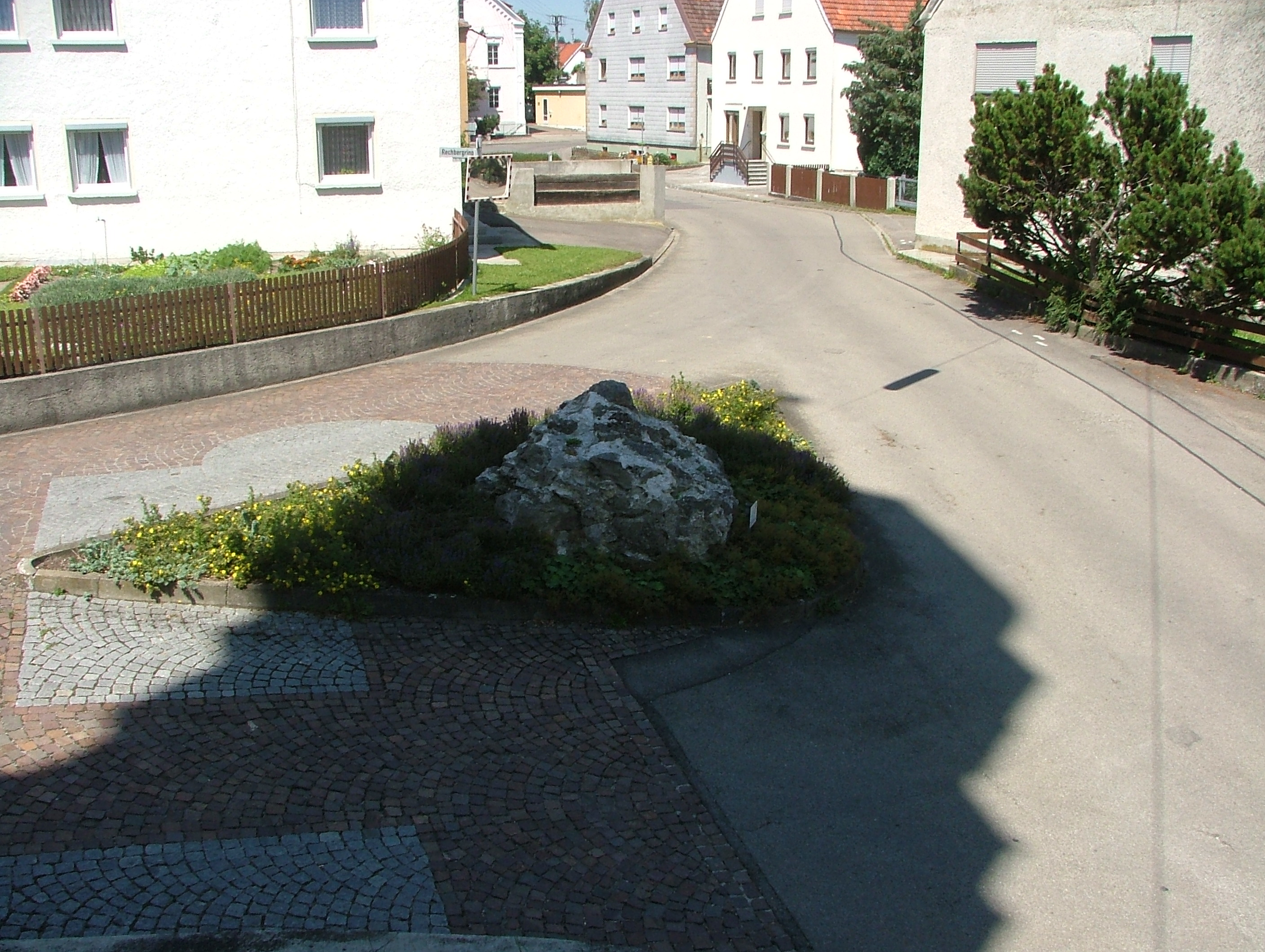
Mauerkonglomerat des Osttores

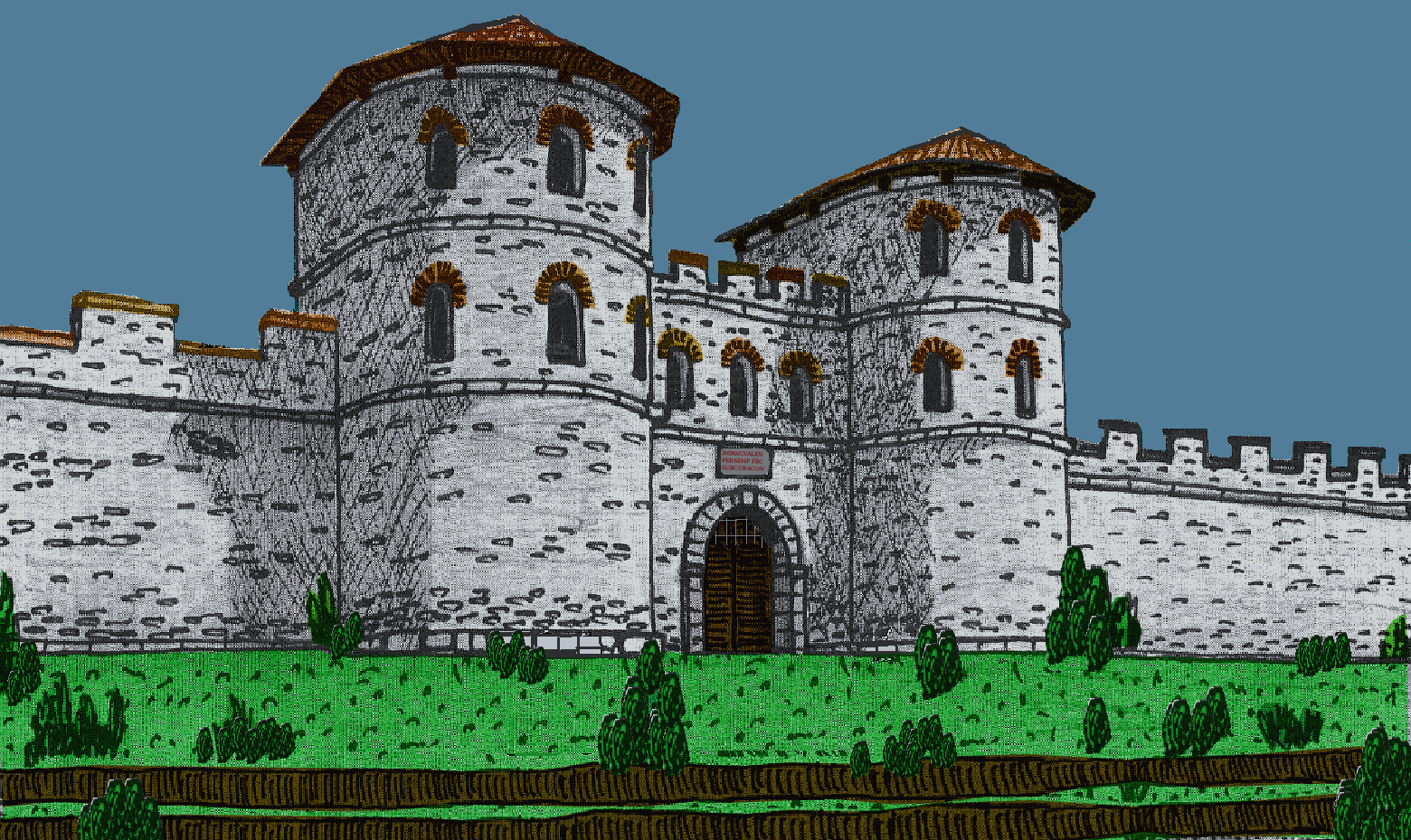
Rekonstruktionsversuch des Osttores, Zustand im 4. Jahrhundert n. Chr., Ansicht aus SO

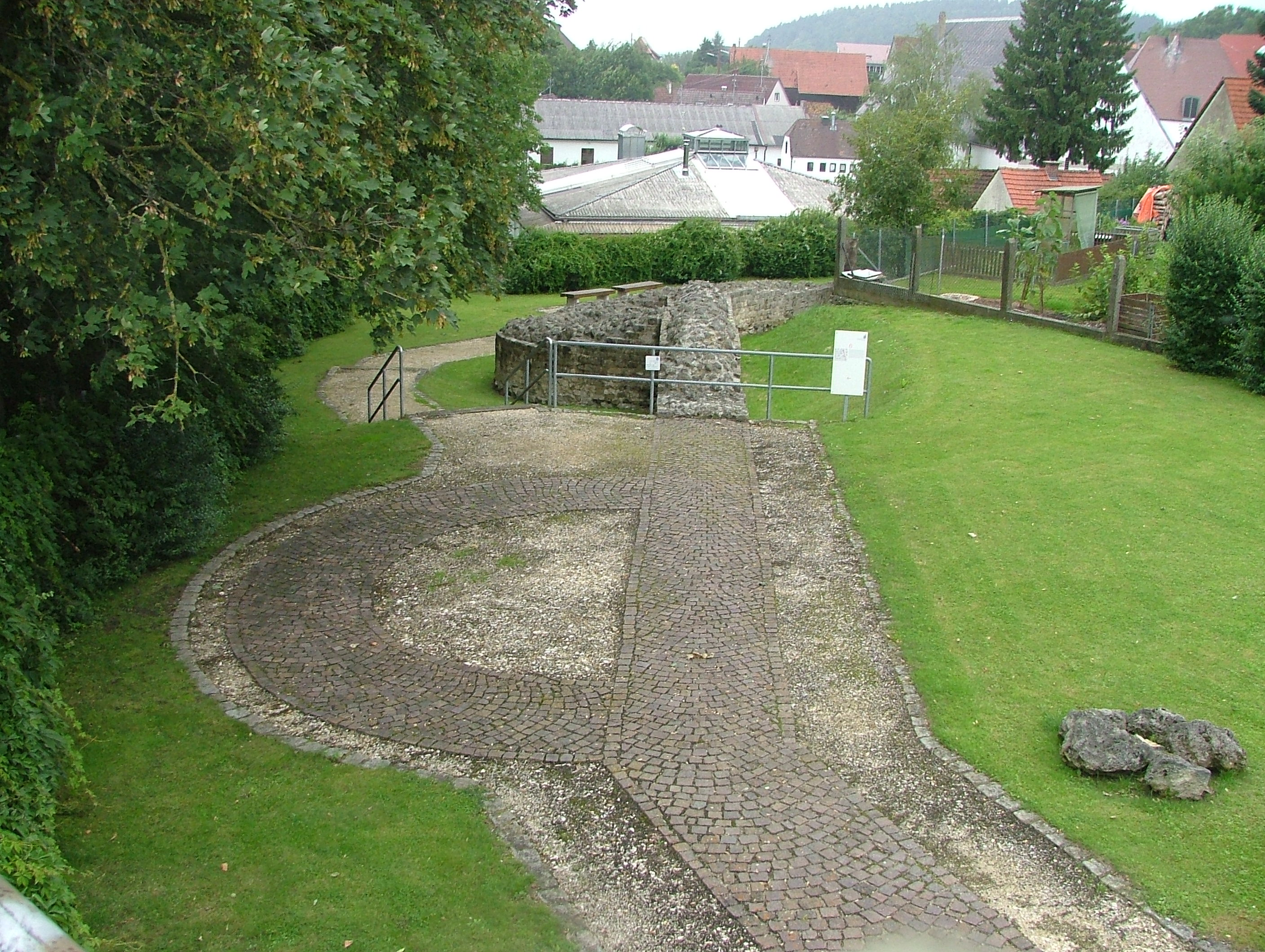
Granitwürfel im Straßenpflaster markieren den Verlauf von Mauern und Türmen (T8 und T9)

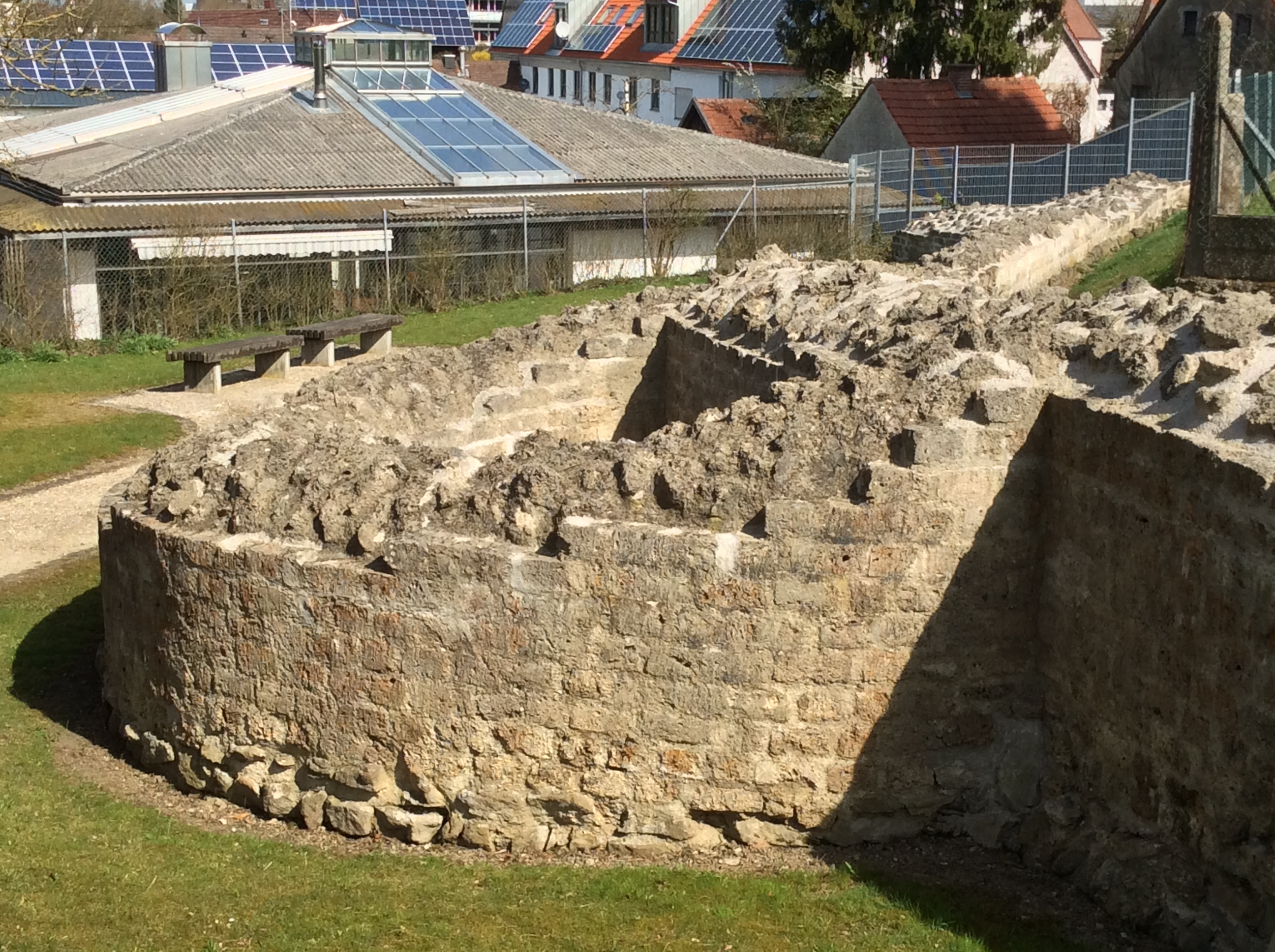
Konservierte Überreste des Turm 9

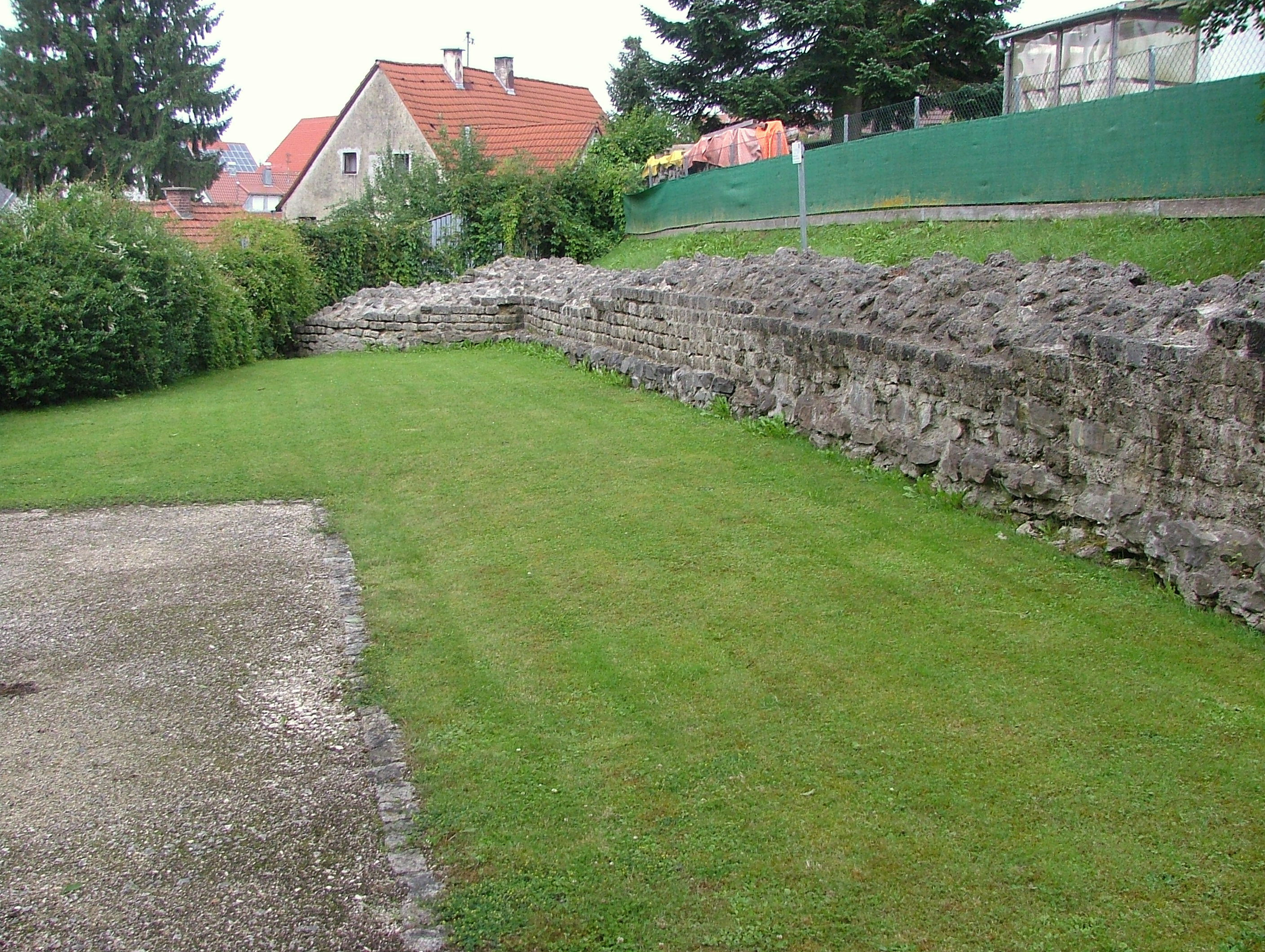
Konservierte Grundmauern des Kastells

Caelius Mons war ein spätantikes Kohortenkastell auf dem Gebiet der Gemeinde Kellmünz an der Iller, Landkreis Neu-Ulm, Bundesland Bayern, Deutschland.
Im späten 3. Jahrhundert n. Chr. erbauten die Römer auf dem Kellmünzer Plateau am Illerhochufer ein Kastell. Die Besatzung war für die Kontrolle und Sicherung des Donau-Iller-Rhein-Limes (DIRL) (Limes) im Unteren Illertal zuständig, der zum Schutz der Provinz vor Überfällen der Germanen und Alamannen errichtet worden war. Vor der Errichtung des Militärstützpunktes befand sich hier eine kleine Siedlung aus Fachwerkbauten, aufgrund ihrer Größe handelte es sich dabei wahrscheinlich um ein Baulager. Zwischen 1986 und 1993 wurden die Überreste der Kastellbauten im Rahmen einer Grabungskampagne wissenschaftlich erforscht. Von der Festungsanlage sind nur noch die Fundamente der Mauer und einiger Türme im Westen und Norden erhalten. Ein hallenartiges Gebäude im Kastell diente während der ersten Hälfte des 4. Jahrhunderts wohl der staatlichen Repräsentation während der Anwesenheit hochrangiger Amts- und Würdenträger der Zivil- und Militärverwaltung sowie zum Empfang alamannischer Gesandtschaften und zur Rechtsprechung. Sein Areal ist heute Teil des Archäologischen Parks Kellmünz.

## Lage
Kellmünz lag etwa auf halber Strecke des ca. 70 km langen Illerabschnitts zwischen Cambodunum/Kempten und Guntia/Günzburg, im Nordwesten der Provinz Raetia secunda. Das Kastell stand auf einem 35 m hoch über der Iller (Hilaria) auf einem durch die natürlichen Gegebenheiten geschützten, aus tertiären Sanden bestehenden Plateau. Es überragt das Tal um 35 m (572 ü NN.) Nach Westen und Südwesten fällt es steil zum Flusstal hin ab. Durch zwei tiefe – erst in jüngster Zeit verfüllte – Erosionsrinnen war es im Norden vom Johannesberg, dem Hennental und im Süden vom Heiligen Garten abgeschnitten. Die Südwestseite des Plateaus war schon immer starker Erosion ausgesetzt da dessen Fuß der Iller als Prallhang diente. Es war daher nur an seiner Ostseite leicht zugänglich. Die Reste des Kastells liegen im westlichen Teil des Ortskerns von Kellmünz und sind fast vollkommen überbaut. An seiner ehemaligen Südostecke erhebt sich heute die römisch-katholische Kirche St. Martin.
Die Anbindungen an das regionale römische Straßennetz und die Streckenführung der im Itinerarium Antonini angeführten, von Nord nach Süd verlaufenden Hauptstraße von Camboduno/Kempten – Celio Monte/Kellmünz – Guntia/Günzburg sind noch weitgehend unbekannt. Wahrscheinlich verlief letztere im hochwassergeschützten Bereich, streckenweise vermutlich auf dem östlichen Illerhochufer oder im hügeligen Hinterland, wie z. B. der Abschnitt Kempten – Memmingen, oder vielleicht auch im Rothtal.

## Name
Der antike Name wird in der Notitia dignitatum als Caelio überliefert, abgeleitet von Caelius, dem Namen eines der sieben Hügel Roms. Auch der heute gebräuchliche Ortsname könnte auf ihn zurückzuführen sein.

## Funktion
Das Lager gehörte zum spätrömischen Donau-Iller-Rhein-Limes, einer Linie von Grenzfestungen, die nach dem Fall des Obergermanisch-Rätischen Limes um 300 n. Chr. an den Ufern dieser Flüsse entstand. Seine Besatzung war für die Nachrichtenweitergabe, Kontrolle und Sicherung der Reichsgrenze im unteren Illertal zuständig. Eventuell führte dort auch eine Brücke über den Fluss, die es ebenfalls zu überwachen galt.

## Forschungsgeschichte
Bereits Mitte des 19. Jahrhunderts wurden beim Bau der ersten öffentlichen Wasserleitungen von Kellmünz römische Mauerzüge aufgedeckt. Planmäßige Ausgrabungen von großen Teilen der steinernen Wehrmauer fanden erstmals zwischen 1901 und 1913 durch den historisch interessierten Kellmünzer Kaufmann Roman Lindner mit Hilfe seiner drei Söhne statt. Ihnen stand der Archäologe Paul Reinecke (1872–1958) beratend zur Seite. Sein ältester Sohn, Johann Lindner, verfasste danach auch mehrere Aufsätze über das spätantike Kellmünz.
Im Laufe dieser Untersuchungen wurde eine Vielzahl von teils handwerklich hochwertigen Spolien aus dem spätantiken Mauerwerk (Türme der Ostmauer) geborgen, darunter Architekturteile von Monumentbauten sowie vor den Einbau passend zurechtgehauene Marmorstatuen. Es handelte sich um mittelkaiserzeitliche Architektur- und Gebäudefragmente, wie z. B. Säulenschäfte und -basen sowie Säulen- und Pilasterkapitelle aus Marmor, Tuff (Molassesedimente) und Jurakalkstein. Vermutlich wurden sie nicht aus Kempten hierher verschleppt. Sie stammen wohl eher aus der Nekropole eines herrschaftlichen Gutshofes in Kellmünz selbst oder in dessen näherer Umgebung. In den ersten Jahren wurden die Grabungen hauptsächlich durch den Verkauf dieser Spolien an das Bayerische Nationalmuseum in München finanziert.
Eduard Anthes hielt 1917 das Kastell – wegen des unregelmäßigen Grundrisses und der an dieser Stelle ebenfalls angenommenen mittelkaiserzeitlichen Siedlung – für eine befestigte Stadt. Auch Hans-Jörg Kellner sah 1957 die Befestigung: „… nicht als reines Kastell…“ an, sondern ging neben der militärischen Besatzung auch von der ständigen Anwesenheit von Zivilpersonen im Kastell aus. 1959 konnte N. Walke den nördlichen Flankenturm des Kastelltores – vor seiner endgültigen Zerstörung durch den Straßenbau – noch einmal genauer in Augenschein nehmen.
Zwischen 1986 und 1993 führte die Universität München im Auftrag der Spätrömischen Kommission der Bayerischen Akademie der Wissenschaften eine Ausgrabung durch (Leitung Michael Mackensen). Hierbei wurden große Teile der Festungsmauern, darunter das Haupttor sowie die Zwischen- und Ecktürme der Ostmauer und der Nordwestmauer sowie im heute nahezu vollständig überbauten Innenbereich Teile der antiken Bebauung untersucht. 1987 wurde auch beim südlichen Flankenturm des Osttores, der durch die Anlage eines Hohlweges und Steinraub fast vollständig zerstört worden war, im Bereich der Friedhofsböschung nachgegraben und seine Reste dabei teilweise freigelegt. Die jüngsten römerzeitlichen Schichten des Kastells waren zwar zerstört, und spätantike Funde haben sich nur in geringem Ausmaß erhalten, doch ließ sich eine römische Siedlungstätigkeit aufgrund der vorgefundenen rollstempelverzierten Argonnensigillaten noch bis in die ersten Jahrzehnte des 5. Jahrhunderts nachweisen. Die ältesten, um 300 n. Chr. datierbaren Besiedlungsschichten hatten sich innerhalb des alten Friedhofs erhalten. Vereinzelte Streufunde der Mitte und der zweiten Hälfte des 4. oder des frühen 5. Jahrhunderts repräsentierten die jüngeren Siedlungsschichten des Lagers, die aber durch die Ausschachtung von mittelalterlichen und (früh-)neuzeitlichen Gräbern ebenfalls fast vollständig zerwühlt wurden.
1995 wurden die Grabungen beendet. Im Anschluss daran wurde der Archäologische Park Kellmünz eingerichtet, in dem die noch erhaltenen Kastellreste konserviert und für die Öffentlichkeit zugänglich gemacht worden sind. Auf dem Parkgelände wurde die Westmauer mit zwei Rundtürmen restauriert und konserviert. Das untere Mauerwerk ist noch original römisch, die oberen Lagen wurden zwischen 1993 und 1994 teilweise aus kleinen Tuffsteinquadern ergänzt. Zugleich wurde das gesamte Gelände unter Denkmalschutz gestellt.
2001 fand am nordöstlichen Eckturm eine Notgrabung der Kreisarchäologie Neu-Ulm statt.

## Entwicklung
Die Besiedlung der Kellmünzer Region setzte um ca. 1500 v. Chr. ein. Auf den Fuchsbühl wurde ein bronzezeitliches Hügelgrab aus dieser Zeit entdeckt. Am Illerufer kam 1927 ein bronzenes Schwert bei Kanalbauarbeiten zum Vorschein (ca. 1200 v. Chr.), Gräber aus der Hallstattzeit (Am Brenner) konnten auf das Jahr 800 v. Chr. datiert werden. Ab 600 v. Chr. nahmen die Kelten (Vindeliker) das Land um Kellmünz in Besitz. 15 v. Chr. eroberten schließlich die Römer nach harten Kämpfen ihr Gebiet und gliederten es als Provinz Raetien in ihr Reich ein. Danach wurde die Region durch die systematische Ansiedlung von römischen Veteranen wirtschaftlich erschlossen, indem sie Straßen bauten, Städte (civitas), Dörfer (vici) und Bauernhöfe (villa rustica) gründeten.
213 n. Chr. durchbrachen alamannische Scharen erstmals den rätischen Limes, gelangten dabei jedoch nicht sehr weit ins Hinterland. Dies gelang ihnen erst zwanzig Jahre später und war nur deshalb möglich, da die meisten Einheiten der römischen Grenzarmee an Rhein und Donau im späten 3. Jahrhundert größtenteils auf den östlichen Kriegsschauplatz, zum Kampf gegen die Sassaniden, abgezogen worden waren. Die Grenzgarnisonen waren dadurch in ihrer Abwehrkraft erheblich geschwächt. Die Bevölkerung am obergermanisch-rätischen Limes wurde von der Regierung in Rom sich selbst überlassen, was schon bald alamannische Plünderer anlocken sollte. Ihre Einfalle hatten aber noch keine Landeroberung, sondern nur Brandschatzung und Plünderung der reichen, vollkommen ungesichert auf dem Land liegenden Städte und Gutshöfe zum Ziel. Hatten die Alamannen einmal die – auf weiten Strecken unbewachte – Grenze überwunden, bot ihnen das gut ausgebaute römische Straßennetz die Möglichkeit, rasch ins Limeshinterland vorzustoßen. Kaiser Maximinus Thrax (235–238) konnte zwar den rätischen Limes wieder stabilisieren, aber bereits unter seinen Nachfolgern Valerian (253–260) und Gallienus (253–268) brach die Grenzverteidigung in Rätien erneut zusammen. Infolgedessen konnten die Alamannen wieder ungehindert die Provinz verheeren, dabei Augsburg und Kempten zerstören und sogar bis nach Mailand/Mediolanum vordringen. Einmal mehr trafen diese Raubzüge vor allem die am Limes ansässige Zivilbevölkerung besonders hart. Das Dekumatenland war jetzt nicht mehr zu halten und wurde von Armee und Verwaltung geräumt (siehe Limesfall). Zwischendurch vermochten aber einzelne Soldatenkaiser trotzdem energisch durchzugreifen und konnten damit den Grenzprovinzen eine kurze Atempause verschaffen. Unter Kaiser Probus (276–282) wurde schließlich zu deren wirksameren Schutz eine neue Kastellkette vom Bodensee bis zur Illermündung aufgebaut. Anstatt der wesentlich größeren Anlagen der mittleren Kaiserzeit errichtete man hier aber nur kleinere Befestigungen, die so weit wie möglich den örtlichen Geländestrukturen angepasst wurden. Ähnliche Anlagen entstanden unter anderem in Kempten (Cambodunum) auf der Burghalde, Isny (Kastell Vemania) und Gundremmingen (Bürgle).
Das Kastell entstand wohl im Rahmen des Festungsbauprogramms der Kaiser Diokletian und seines Mitregenten Maximianus. Stratigraphisch gesichert sind zwei Münzen aus der Zeit von 296 bis 297, geprägt in Ticinum und Karthago. Die beiden, nur wenig abgenutzten Bronzemünzen wurden in einem Gebäude des Baulagers entdeckt. Die Prägezeit der Münzen markiert somit den frühestmöglichen Zeitpunkt für die Errichtung des Kastells (sog. Holzbauperiode). Die Ausgräber stellten im Bereich des sogenannten „Kopfbaus“ (Offiziersquartier) der Mannschaftsbaracke auch eine dicke, anhand der vorgefundenen Münzen auf die Jahre 300/303 eingrenzbare Brandschicht fest, die sich auch an anderen Grabungsstellen innerhalb des Kastells nachweisen ließ. Die Ursache ließ sich nicht mehr ermitteln. Mackensen ließ daher offen, ob hier eine Unachtsamkeit, Naturgewalten oder Kampfhandlungen dafür verantwortlich waren. Auch ein außerhalb des Kastells gefundener Münzhort aus dem Jahr 308 lässt sich nicht damit in Verbindung zu bringen. Vielleicht hängt seine Verbergung mit der damaligen, kurzzeitigen, Ausdehnung des Machtbereiches des im Rahmen der zweiten Tetrarchie mit Konstantin dem Großen regierenden Mitkaisers Maxentius (306–312) zusammen. Dieser Großbrand zerstörte die Kastellgebäude, der Wiederaufbau dauerte mindestens bis zum Jahr 310 an. Bemerkenswert ist auch die Errichtung einer großen Halle (Aula) in dieser Zeit. Mackensen nahm an, dass ein solch aufwendiges Bauvorhaben nur mit der – zumindest zeitweiligen – Anwesenheit hoher ziviler und/oder militärischer Amtsträger, wie z. B. der Befehlshaber des rätischen Grenzheeres, während der ersten Hälfte des 4. Jahrhunderts erklärt werden kann. Neben Repräsentationszwecken und zur Rechtsprechung diente sie wohl auch zum Empfang alamannischer Gesandtschaften (legitationes) vor ihrer Weiterreise in die oberitalienische Kaiserresidenz Mailand/Mediolanum bzw. als Sammelpunkt für deren Eskorte.
Die meisten der Kastelle am DIRL waren nur bis in das frühe 5. Jahrhundert n. Chr. belegt. Vermutlich wurde Caelio aber erst um 430 von der regulären Armee aufgegeben. Während der Völkerwanderung wurde die Region um Kellmünz von den alamannischen Alaholfingern besetzt. Ende des 6. Jahrhunderts wurde das Kastell von seinen Bewohnern verlassen. Die Wiederbesiedlung setzte erst ab dem 9. oder 10. Jahrhundert ein. Zwischen 980 und 990 gelangt das Herrschaftsgebiet Bechtholds, des letzten Alaholfingers, über Gerberga, Herzogin und Tochter von Konrad, König von Burgund, an deren Gemahl, Herzog Hermann III. von Schwaben. Im Laufe des Mittelalters wurde das Kastell nach und nach abgebrochen und sein Steinmaterial für andere Bauvorhaben in der Umgebung verwendet.

## Kastell
Den Befunden nach handelte sich um ein polygonales Kastell mit mehrperiodiger Innenbebauung (drei Bauphasen). Der 112 m langen, massiven Ostmauer schließen sich die 60 und 64 m lange Nord- und Südmauer an. Die Südmauer knickt im Westen in einem Winkel von 45 Grad nach Nordwesten ab, die Nordmauer setzt sich in einem Winkel von 20 Grad nach Südwesten fort, sodass die Westmauer als Abschluss am Steilhang nur noch eine Länge von 25 m erreichte. Der Grundriss entsprach damit nahezu einem Quadrat, allerdings mit (topographisch bedingt) zurückgenommener Nordwest- und Südwestecke, der das für eine Befestigung sehr günstige Gelände des Plateaus so geschickt ausnutzen konnte. An diesen beiden Stellen war die Kastellmauer jeweils abgeschrägt und im Norden nochmals stumpfwinklig nach außen vorgeschoben.

### Graben
Als Annäherungshindernis wurde an der Ostseite ein Spitzgraben (5–6 m breit, 2,5 m tief) und ein zweiter, sechs Meter breiter Sohlgraben ausgehoben. Von diesen war der innere Graben vor dem Tor durchgezogen, aber hier etwas verschmälert worden. Analog dazu dürfte hier auch der Verlauf des äußeren Grabens auf dieselbe Art verengt worden sein.

### Ringmauer
Sie umschloss mit einer 101,50 m Länge und 98,50 m Breite eine Innenfläche von 0,86 ha. Vermutlich war sie einst ca. sieben bis acht Meter hoch und an der Oberseite mit Zinnen bewehrt. Sie bestand im Kern aus einer Mischung aus Sand, Steinen und gebranntem Kalk, diese betonähnliche Substanz wurde zum Schutz außen durch Bruchsteinlagen verstärkt. Bei ihrer Freilegung war der opus caementitium-Gußmauerkern teilweise noch bis zu einer Höhe von zwei bzw. drei Quaderlagen erhalten. Die östlichen Fundamente bestanden im unteren Bereich zu einem großen Teil aus den zweitverwendeten Spolien. An der ca. 112 m langen und 3,6 m breiten Ostmauer (Schildmauer) standen die Türme in ungewöhnlich geringen Abständen von nur etwa acht bis zehn Meter voneinander entfernt. Die Fundamentstärke der Südmauer, mit einer von Lindner entdeckten Schlupfpforte, betrug ebenso wie im Norden ca. 1,85 m. An der Nordwestseite war es hingegen nur 1,5 m stark.

### Osttor
Die Toranlage (porta praetoria) verfügte über eine Durchfahrt, eine darüberliegende Wachstube mit Wehrgang und zwei halbrunde, 8 m vor die Kurtine vorkragende Flankentürme. Zwischen den beiden Türmen verlief die eigentliche Kastellmauer und davor eine weitere, 2,5 m breite Mauer. Sie waren wiederum durch zwei Quermauern miteinander verbunden, die gleichzeitig als Fundament für die inneren Wangen der Flankentürme dienten. Die wahrscheinlich nur teilweise überdachte Durchfahrt verbreiterte sich zu einem 3,60 m breiten und insgesamt 8,0 m tiefen, schikanenartig verwinkelten Torkammer, die an ihrer Vorder- und Hinterseite verschlossen werden konnte. Das zweiflügelige vordere Tor konnte wahrscheinlich auch durch ein Fallgitter (cataracta) gesichert werden. Solche Fallgitter sind u. a. auf, 294 in der Münze von Siscia geprägten, Silbermünzen (Argentei mit der Legende Virtus Militum) abgebildet.

### Türme
Die Mauer war zusätzlich mit vierzehn, ca. 12–15 m hohen und mit Ziegeln abgedeckten Zwischentürmen verstärkt. Sie hatten halbrunde, an den Ecken der Ostseite ¾-runde Grundrisse und kragten weit aus der Mauer hervor. Wahrscheinlich waren auf ihnen auch Torsionsgeschütze (Balliste) aufgestellt. Einzige Ausnahme von dieser Norm bildet ein Turm (T7) an der Westseite der Befestigung. Er wurde, wohl aufgrund statischer Probleme auf dem aberodierten Steilhang, mit rechteckigem Grundriss konstruiert. Dieser, nach Mackensen, „strebepfeilerartige“ Turm entstand jedoch sicher zur gleichen Zeit wie die Kastellmauer. Die Kurtine stand hier deutlich von der Geländekante zurückgenommen und verlief schräg vom T8 über T7 zur Südmauer. Von T6 fanden sich keine Spuren mehr, er dürfte im Laufe der Zeit der Hangerosion zum Opfer gefallen sein. Eine an der Südwestseite angenommene, symmetrische Ergänzung des Grundrisses mit einem weiteren halbrunden Turm an der stumpfwinklig vorgeschobenen Mauer ließ sich südlich von Turm 8 nicht nachweisen. Weder konnten hier Fundamentspuren noch eine Ausrissgrube festgestellt werden. Die Umrisse des Nordost- (T1) und Südosteckturms (T4) waren ebenfalls dreiviertelkreisförmig, jedoch nur mit einer halbrunden Fundamentaussparung. Der Abstand zwischen den T9 und T10 (äußerer Durchmesser 7,3 bzw. 7,8 m) war mit 20,5 m wesentlich größer als es die an der Ostmauer waren (8–10 m). Der 4,20 × 5,25 m messende T5 wies dieselbe Mauertechnik im Fundament und Aufgehenden wie T9 und T10 auf.

## Innenbebauung
Schwerpunkt der Ausgrabungen von 1986 bis 1993 war das Areal des aufgelassenen Friedhofs um die Kirche von St. Martin. Zur Römerzeit befand sich dieser Bereich direkt hinter dem Tor und südlich der 3,6 m breiten Kastellhauptstraße. Diese verlief durch das Haupttor in gerader Linie weiter und bildete so die Vermessungsachse für die übrigen Straßen, weshalb auch die Innengebäude vermutlich in einem regelmäßigen Gitternetz angeordnet wurden.
Kommandantur: Das Kastell verfügte wohl über ein in Stein errichtetes Stabsgebäude, eine sog. principia. Möglicherweise beherbergte es auch die Unterkunft des Lagerkommandanten, das praetorium. Es dürfte relativ zentral am Ende der Hauptstraße an einer T-förmigen Kreuzung gestanden haben.
Mannschaftsbaracken: Nahe dem Tor fand sich ein 6,85 m breites und etwa 26 m langes Holzgebäude mit Latrine und Estrichfußboden. Die Wände waren in Fachwerktechnik errichtet worden. Eine Deutung als ziegelgedeckte Mannschaftsbaracke mit ca. fünf Contubernien liegt nahe. Kurz nach seiner Erbauung, am Ende des 3. Jahrhunderts, brannte es wieder ab. Westlich davon wurden noch zwei Feuerstellen beobachtet, die nach derselben Nordwest/Südost-Flucht ausgerichtet waren und möglicherweise zu einer weiteren Mannschaftsunterkunft gehörten.
Hallenbau: Anstelle der Mannschaftsunterkünfte wurde um 310 parallel zur Ostmauer ein 26 × 14 Meter großer, einschiffiger Saalbau errichtet. Der auch als Aula oder Empfangshalle bezeichnete Monumentalbau besaß eine Kanalheizung, eine Säulenvorhalle, ein Giebeldach und einen halbrunden, apsidialen Abschluss, aber keine daran anschließenden Seitenräume. Dieser für rätische Kastelle ungewöhnliche Befund lässt sich sonst nur noch an spätrömischen Kastellen der pannonischen Provinz Valeria im heutigen Ungarn nachweisen (z. B. Kastell Tokod, Kastell Pilismarót). Dort wurden ähnliche Hallenbauten erst im späten 4. Jahrhundert – in Verbindung mit je einem großen Horreum (Speicherbau) – errichtet. Außerdem lassen sich Repräsentationsgebäude dieses Typs in den Provinzhauptstädten und Kaiserresidenzen des römischen Reiches belegen.

## Baulager
Vor Baubeginn wurde auf dem Plateau eine Reihe von Gebäuden in Fachwerkbauweise errichtet. Einer dieser Bauten war sogar mit einer y-förmigen Kanalheizung ausgestattet. Zwei prägefrische römische Münzen, die unter dem Mörtelestrich dieses Hauses zum Vorschein kamen, datieren seine Entstehung frühestens in das Jahr 297 n. Chr. Neben dieser Ansiedlung entstand auch ein rund 4,5 Meter breiter Spitzgraben, der sie nach Osten hin schützte. Die Ausgräber vermuteten, dass die Gebäude als Unterkünfte für die von der Armee gestellten Bauvexillationen dienten.

## Garnison
Als Besatzung des Kastells wird in der Notitia Dignitatum die Cohortis tertiae Herculea Pannoniorum (= die dritte pannonische Kohorte des Herkules), eine Limitaneikohorte unter dem Kommando eines Tribunen angegeben. Der Namenszusatz „Herculea“ könnte bedeuten, dass diese Truppe während der ersten Tetrarchie aufgestellt wurde. Sie könnte ursprünglich in den Reihen der Armee von Diokletians Mitregent im Westen, Maximian, dessen Beiname „Herculius“ (= Herkules) war, gestanden haben. Den Oberbefehl über die rätischen Limitanei (= Grenzwächter), oder Ripenses (= Uferwächter) hatte ein Dux Raetiae inne.
Ob die Pannonier schon seit 300 n. Chr. in Kellmünz stationiert waren, lässt sich mangels Schriftquellen nicht beweisen. Die diesbezügliche Truppenliste in der ND (entstanden zwischen 420 und 425) spiegelt nur die zu dieser Zeit aktuelle, in der zweiten Hälfte des 5. Jahrhunderts sich aber ständig ändernde Truppenverteilung in Raetien wider. Aufgrund der Größe der Innenfläche ließen sich, mit Mannschaftsunterkünften nur mit Erdgeschoss, ohne Stockwerk, hier um die 300 Mann unterbringen. Diese Anzahl ist jedoch aus Unkenntnis über großflächige Abschnitte der Innenbebauung nur reine Spekulation. Man nimmt an, dass diese – wohl überwiegend aus Germanen bestehende – Einheit bis 430 n. Chr. in Kellmünz lag.

## Hinweise
Im kleinen archäologischen Park im Ortskern von Kellmünz kann man die ausgegrabenen antiken Mauerreste des Festungsbaus erkunden. Er präsentiert neben zahlreichen Kleinfunden sehr anschaulich die Fundamente von Gräben, Mauern, Türmen und Gebäuden einer Verteidigungsanlage der späten Römerzeit. Die Fundamente der halbrunden Türme T9 und T10 mit dem dazwischen liegenden Kurtinen wurden komplett freigelegt und konserviert. Der viereckige Turm T7 wurde wieder aufgebaut und verputzt. Im Erdgeschoss des Museumsturms wird die Forschungsgeschichte der Ausgrabungen im Kastell dargestellt, im Obergeschoss die Geschichte der Provinz Rätien. Auch das Osttor wurde zeichnerisch rekonstruiert. Die Spolien befinden sich heute in der Archäologischen Staatssammlung in München, Abgüsse davon stehen in Kellmünz. Der Verlauf der Kastellmauern kann auf einem beschilderten archäologischen Rundgang, beginnend bei der Kirche St. Martin nachverfolgt werden. Bei der Kirche sind auch die Fundamente der nach Süden orientierten römischen Aula durch eine farbige Pflasterung markiert. Das Parkgelände kann ganzjährig und entgeltfrei besichtigt werden. Der Museumsturm ist von April bis Oktober an Wochenenden zwischen 10 und 17 Uhr oder nach Vereinbarung geöffnet, in der Wintersaison kann nur das Parkgelände besichtigt werden.

## Denkmalschutz
Das Kastell und die erwähnten Anlagen sind eingetragene Bodendenkmale im Sinne des Bayerischen Denkmalschutzgesetzes. Nachforschungen und gezieltes Sammeln von Funden sind genehmigungspflichtig, Zufallsfunde sind den Denkmalbehörden anzuzeigen.